# Songhajská říše
Songhaj byla západoafrická říše soustředěná v největším ohybu řeky Niger, dosahující svého zenitu v 15. a 16. století.

## Historie
Obyvatelstvo Songhaje tvořili především rybáři a obchodníci pocházející z oblasti Dendi (pomezí dnešního Nigeru, Beninu a Nigérie). Ti hlavně v 8. století postupně rozšiřovali své teritorium vzhůru proti proudu Nigeru. Přibližně kolem roku 800 bylo založeno správní středisko Gao, které se brzy stalo vzkvétajícím obchodním městem a přicházelo do blízkého kontaktu s muslimy ze severu. Songhajci postupem času přijali islám (obzvláště rychle byl přijímán krátce po roce 1000). Po několik století dominovala Songhaj sousedním malým přilehlým státům, avšak stále byla zastiňována silnou říší Mali na západě.
Ve 13. století sílu Songhaje upevnila dynastie Sonni, která postupně získala nezávislost a začala využívat slábnoucí síly říše Mali. Songhajská expanze nabyla na agresivitě především za vlády Sonniho Alího Velikého (1465–92), který začlenil východní část Mali do svého područí a v roce 1471 si podrobil obchodní a kulturní centrum Dženné. Sonni Alí byl ve vladařské pozici následován svým synem Abú Bakrem (1493), kterého však vzápětí svrhl z trůnu jeho generál Muhammad Turé (Touré), který vešel do dějin pod jménem Askíja Muhammad (1493–1528) a stal se zakladatelem nové dynastie Askíja.
Nový vládce dále rozšiřoval vliv Songhajské říše a vybudoval z města Timbuktu (Tombouctou) prosperující kulturní středisko. Muhammad, úspěšný dobyvatel a podporovatel kultury (mimo jiné vyhlásil islám za státní náboženství a zval do země muslimské arabské učence), byl na sklonku života také svržen, a to svým synem Askíjou Músou (1528–1531), jenž po krátké vládě zažil to samé: byl svržen svým bratrancem Askíjou Muhammadem Bonkanou (1531–1537). Dynastické rozbroje skončily v polovině 40. let, kdy se konečně podařilo opět nastolit pořádek. Poměrná stabilita, byť spojená s postupným úpadkem moci trvala až do 80. let, kdy do západní Afriky začalo ze severu pronikat Maroko pod vedením sultána Ahmada al-Mansúra, který toužil především zmocnit se vyhlášených zlatých dolů. Útok marockých ozbrojených sil vybavených střelnými zbraněmi v letech 1590/91 byl posledním úderem, ze kterého se Songhaj již nikdy nevzpamatovala.